# 몬테 사크로
몬테 사크로(Monte Sacro)는 아니에네강의 우안에 위치한 로마 교외의 언덕으로 로마의 일곱 언덕 중 하나인 캄피돌리오 언덕에서 동북쪽으로 약 5km에 위치해 있다. 고도는 해발 50m 정도이며, 이 언덕의 이름은 20세기 이후 개발이 진행되어 주변 지역의 명칭이 되기도 했다. 몬테 사크로의 위치는 로마 시대 기록이 남아 있는 다수의 문헌에 언급이 남겨져 있고, 그 중에는 키케로와 티투스 리비우스의 기록도 포함되어 있다.

## 역사

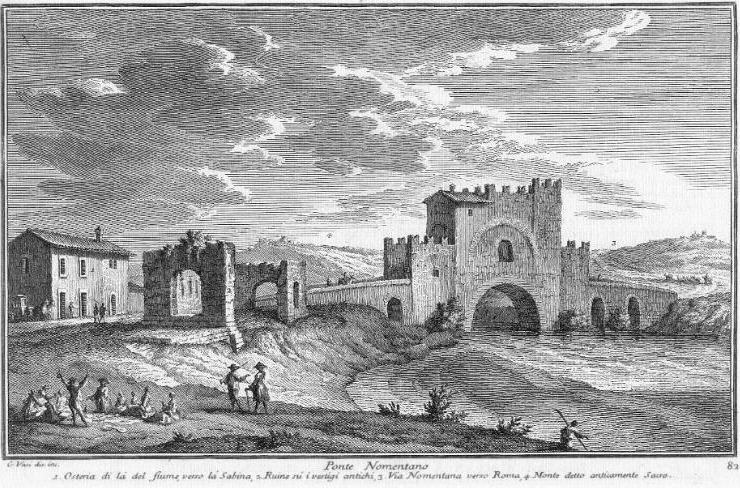
배경으로 몬테 사크로가 그려진 노멘타노 다리 (주세페 바시) 작

전설에 따르면 아우구르(새를 관찰하여 신의 뜻을 점치는 신관)들이 새의 비상 상황을 관찰하고 예언을 하는 장소였다고 되어 있고 이것이 ‘거룩한’을 의미하는 ‘사크라’라는 명칭의 유래로 간주하고 있다. 잘 알려진 전설에 따르면 이곳에서는 모자를 날려버릴 정도로 강한 바람이 불었으며, 그것은 조수들을 지키기 위해 마법의 의식을 행하고자하는 신관들에게 불길한 징조가 되었다고 한다. 고대 로마 시대에는 몬테 사크로는 로마 시가지 성벽에서 멀리 떨어진 교외였으며, 로마 시가지와 피쿨레아(Ficulea : 고대 도시) 사이의 노멘툼(Nomentum : 현재 멘타나로 통하는 노멘타나 가도 근처에 있었다.) 가도에는 현무암이 그대로 노출되어 있는 곳이 있고, 다수의 분묘가 설치되어 있고, 현재도 그 중 2개가 산 근처에서 모습을 간직하고 있으며, 그 전방에 위치하는 노멘타노 다리에서 가도는 아니에네강을 넘는다.
몬테 사크로 언덕은 종교 행사지이기도 했었지만, 지리적인 표적이 되는 지형이기도 했다. 로마 공화정 시대에 이 근처는 라티푼디움(노예 노동에 의한 대농장)의 일부가 되어 있었다. 그 후, 택지화가 진행되어 일대는 주거 지역이 되어 갔다. 수에토니우스에 따르면 황제 일족과 가까운, 깊은 관계가 있었다고 하는 파온테(Faonte)라는 네로 황제의 해방 노예였던 인물의 저택이 이곳에 있었다는 중요한 기록도 남아 있다. 그 저택은 고대 살라리아 가도가 크게 곡선을 그리는 근처에 세워져 있었다고 한다.
로마 시대가 끝나면서, 군사적으로 방어가 어려운 이유 등으로 인해 이 언덕 일대에는 사람이 살지 않았으며 현대에 이르기까지 그대로 이어졌다. 로마 시가지의 확장은 다른 방향으로 진행되었다. 이 근처에서 자주 언급되는 지점으로 남은 것은 노멘타노 다리뿐이며, 이 다리는 오랜 세월 동안 빈번히 검문소로 또는 군의 주둔지로 사용되었다.

### 플레브스의 반란
이 언덕은 기원전 494년에 평민인 플레브스들이 반란을 일으킨 때 그들이 틀어박힌 장소로 잘 알려져 있다. 모든 평민이 언덕에 며칠 동안 머물며 도시 로마의 일상생활을 지원하는 것을 거부했다. 원로인 메네니우스 아그리파(Menenius Agrippa)는 플레브스들에게 찾아가 오늘날에도 유명한 변명을 섞은 설득을 했다. 사회를 인체에 비유하며, 각 부분이 전체의 이익을 위해 담당해야 할 역할이 있다고 설교했다. 사태가 수습되고, 도시가 일상생활을 되찾자 플레브스들은 호민관 제도를 만들고, 스스로의 의회인 플레브스 민회를 설치했다. 이 위원회에서 호민관을 선출했으며, 플레브스들을 위한 건물을 세웠다. 또한 플레브스 의원들의 뜻에 따라 평민을 위한 법 제도가 마련되었으며, 호민관과 플레브스의 지위를 지켰다.
이 사건을 기념하여 획득된 합의를 담보하기 위해 플레브스들은 언덕에 유피테르에게 봉헌하는 신전을 건립했다. 일설에는 이것이 ‘거룩한’을 뜻하는 ‘사크로’의 이름을 이 언덕에 가지게 된 유래라고 한다.

## 현대
1805년 8월 15일, 시몬 볼리바르는 몬테 사크로에서 어린 시절 교사였던 은사 시몬 로드리게스(Simón Rodríguez)와 사촌인 페르난도 델토로(Fernando del Toro)와 함께 스페인의 지배를 받고 있는 베네수엘라를 해방하겠다고 맹세했다고 한다. 이 이야기는 ‘몬테 사크로의 맹세’로 알려져 있다. 이때 이후 5개의 나라를 리베르타도레스(해방자)가 되는 청년은 22세였다.

## 같이 보기
- 로마의 일곱 언덕 - 몬테 사크로는 포함되어 있지 않다.